# Aeroporto de Barcelos
O Aeroporto de Barcelos (IATA: BAZ, ICAO: SWBC) está localizado no município de Barcelos, no estado do Amazonas. 